# Achtung Kunstdiebe
Achtung Kunstdiebe ist eine 13-teilige Vorabendserie des ZDF, die im Zeitraum von April bis Juli 1979 erstmals ausgestrahlt wurde. Die 25-minütigen Folgen liefen montags ab 18 Uhr 20.

## Inhalt
Die Journalisten Gerd Wieland und Peter Kohlhoff arbeiten für die Illustrierte „Die Aktuelle“ und dort an einer Artikelserie über Kunstdiebstähle. Dabei werden sie regelmäßig in die entsprechenden Verbrechen verwickelt und tragen häufig zu deren Aufklärung bei. Professionelle Unterstützung erhalten sie von der Kunsthistorikerin Helga Sladkowicz.

## Sonstiges
Das ZDF wollte mit dieser Serie zeigen, dass Kriminalfälle auch ohne die Darstellung von Gewalt spannend sein können. Die Kritiker sahen das allerdings anders. So urteilte die Fernsehzeitschrift Gong: „Auf Mord und Totschlag als reißerischen Reiz zu verzichten, ist sicherlich lobenswert, aber nicht ausreichend für eine neue Krimiserie. Dies offensichtlich befürchtend, wollte man an Spannung nichts schuldig bleiben. Was die Handlung (…) nicht hergab, mussten die Darsteller in den Beinen haben: es wurde viel herumgerannt, schnell geredet und meist in finstrer Nacht. Außer diesen Krimi-Klischees musste noch eines herhalten: das vom Reporter, dessen höchstens Glück eine gute Story ist. Für TV-Geschichten gilt das nicht immer“. (Heft 19/1979)
Hörzu kam zu dem Fazit: „(...) so spannend, wie der Titel erwarten läßt, ist schon Folge 1 nicht geraten: umständlich erzählt, verwirrend viele Personen, dazu die abgegriffene Mär vom Chefredakteur, der für eine gute Story sogar seine Seele verkauft - das alles läßt für die Fortsetzungen Schlimmes befürchten“. (Heft 19/1979)
Vier Folgen wurden als Zweiteiler gesendet: Mike macht’s möglich, Der Canaletto, Der gute Mensch von K. und Beckmann in Genua. Wiederholungen konnten nicht ermittelt werden.

## Episodenliste
| Folge | Erstausstrahlung | Titel                           | Drehbuch          | Regie         | Gastdarsteller (Auswahl)                                                                     |
| 1     | 23. April 1979   | Mike macht’s möglich (Teil 1)   | Reinfried Keilich | Ulrich Stark  | Bernd Helfrich, Mona Freiberg, Uli Steigberg, Eduard Linkers, Willy Schultes, Hannes Kaetner |
| 2     | 30. April 1979   | Mike macht’s möglich (Teil 2)   | Reinfried Keilich | Ulrich Stark  | Bernd Helfrich, Mona Freiberg, Uli Steigberg, Eduard Linkers, Willy Schultes, Hannes Kaetner |
| 3     | 7. Mai 1979      | Die alte Dame und der Jüngling  | Irene Rodrian     | Ulrich Stark  | Edith Heerdegen, Günther Maria Halmer, Werner Asam, Michaela May                             |
| 4     | 14. Mai 1979     | Der Canaletto (Teil 1)          | Reinfried Keilich | Ulrich Stark  | Hans Söhnker, Ruedi Walter, Thomas Astan, Enzi Fuchs                                         |
| 5     | 21. Mai 1979     | Der Canaletto (Teil 2)          | Reinfried Keilich | Ulrich Stark  | Hans Söhnker, Ruedi Walter, Thomas Astan, Enzi Fuchs                                         |
| 6     | 28. Mai 1979     | Knastbrüder                     | Manfred Seide     | Manfred Seide | Reinhard Glemnitz, Claudia Wedekind, Aurelio Malfa, Paul Müller                              |
| 7     | 11. Juni 1979    | Der gute Mensch von K. (Teil 1) | Manfred Seide     | Manfred Seide | Hans Wyprächtiger, Max Grießer, Ulrich Beiger, Helmut Oeser, Wolfried Lier, Eberhard Peiker  |
| 8     | 18. Juni 1979    | Der gute Mensch von K. (Teil 2) | Manfred Seide     | Manfred Seide | Hans Wyprächtiger, Max Grießer, Ulrich Beiger, Helmut Oeser, Wolfried Lier, Eberhard Peiker  |
| 9     | 25. Juni 1979    | Ein Gipskopf zuviel             | Reinfried Keilich | Manfred Seide | Reinhard Kolldehoff                                                                          |
| 10    | 2. Juli 1979     | Beckmann in Genua (Teil 1)      | Irene Rodrian     | Ulrich Stark  | Arthur Brauss, Diether Krebs, Guido Gagliardi, Tom Felleghy, Renato Chiantoni                |
| 11    | 9. Juli 1979     | Beckmann in Genua (Teil 2)      | Irene Rodrian     | Ulrich Stark  | Arthur Brauss, Diether Krebs, Guido Gagliardi, Tom Felleghy, Renato Chiantoni                |
| 12    | 16. Juli 1979    | Kennen Sie Cranach?             | Manfred Seide     | Manfred Seide | Harald Dietl, Claudia Butenuth, Manfred Lehmann                                              |
| 13    | 23. Juli 1979    | Hier irrt der Meister           | Irene Rodrian     | Ulrich Stark  | Peter Capell, Lutz Reichert, Jochen Schroeder                                                |